# Медолюб сан-кристобальський
Медолюб сан-кристобальський (Meliarchus sclateri) — вид горобцеподібних птахів родини медолюбових (Meliphagidae). Ендемік Соломонових Островів. Єдиний представник монотипового роду Сан-кристобальський медолюб (Meliarchus).

## Опис
Довжина птаха становить 20-25 см, вага 30-40 г. Голова і верхня частина тіла бурі, шия і груди жовтуваті, хвіст рудуватий. Очі чорні, дзьоб чорний, довгий і вигнутий. Самці дещо темніші за самок.

## Поширення і екологія
Сан-кристобальські медолюби є ендеміками острова Макіра (або Сан-Кристобаль). Вони живуть у вологих рівнинних тропічних лісах.